# Cretácico Inferior
| Era Eratema | Periodo Sistema | Época Serie         | Edad Piso                      | Inicio, en millones de años |
| ----------- | --------------- | ------------------- | ------------------------------ | --------------------------- |
| Mesozoico   | Cretácico       | Superior / Tardío   | Maastrichtiense Maastrichtiano | 72,2±0,2                    |
| Mesozoico   | Cretácico       | Superior / Tardío   | Campaniense Campaniano         | 83,6±0,2                    |
| Mesozoico   | Cretácico       | Superior / Tardío   | Santoniense Santoniano         | 85,7±0,2                    |
| Mesozoico   | Cretácico       | Superior / Tardío   | Coniaciense Coniaciano         | 89,8±0,3                    |
| Mesozoico   | Cretácico       | Superior / Tardío   | Turoniense Turoniano           | 93,9±0,2                    |
| Mesozoico   | Cretácico       | Superior / Tardío   | Cenomaniense Cenomaniano       | 100,5±0,1                   |
| Mesozoico   | Cretácico       | Inferior / Temprano | Albiense Albiano               | 113,2±0,3                   |
| Mesozoico   | Cretácico       | Inferior / Temprano | Aptiense Aptiano               | 121,4±0,6                   |
| Mesozoico   | Cretácico       | Inferior / Temprano | Barremiense Barremiano         | 125,77                      |
| Mesozoico   | Cretácico       | Inferior / Temprano | Hauteriviense Hauteriviano     | 132,6±0,6                   |
| Mesozoico   | Cretácico       | Inferior / Temprano | Valanginiense Valanginiano     | 137,05±0,20                 |
| Mesozoico   | Cretácico       | Inferior / Temprano | Berriasiense Berriasiano       | 143,1                       |
| Mesozoico   | Jurásico        | Jurásico            | Jurásico                       | 201,4±0,2                   |
| Mesozoico   | Triásico        | Triásico            | Triásico                       | 251,9±0,024                 |

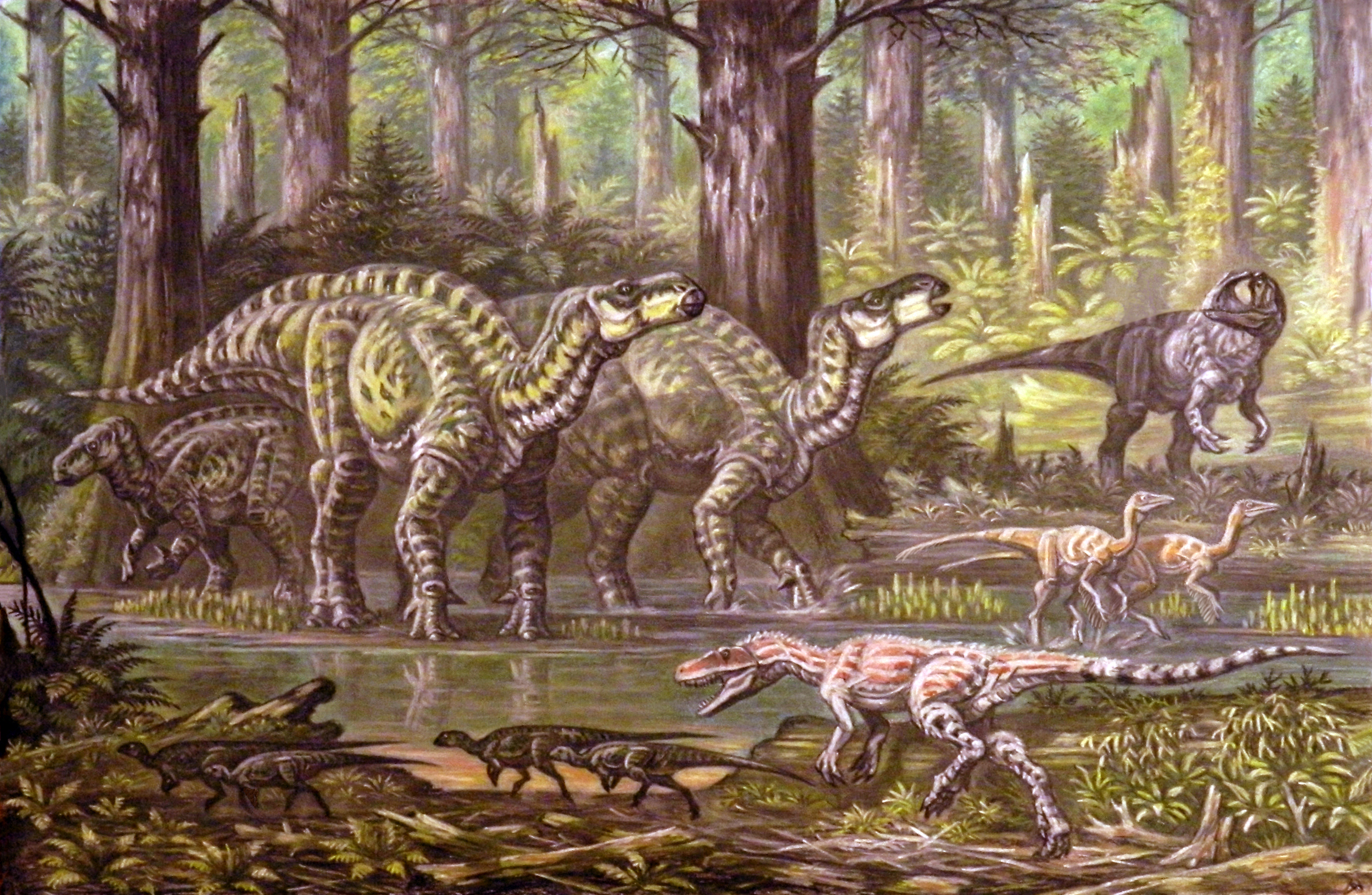
Ilustración de dinosaurios del Cretácico temprano, incluyendo a Iguanodon, Neovenator, Ornithomimosaurs, Hypsilophodon, y Eotyrannus.

El Cretácico Inferior es la primera serie del Cretácico en la escala temporal geológica. Se denomina Cretácico Temprano cuando se refiere a la época correspondiente. Sucede al Jurásico Superior  (última serie del Jurásico) y precede al Cretácico Superior. Comienza hace unos 143 millones de años y finaliza hace unos 100 millones de años. Está dividida en seis edades o pisos: Berriasiense, Valanginiense, Hauteriviense, Barremiense, Aptiense y Albiense. Los términos Cretáceo Inferior y Cretáceo Temprano están obsoletos.
En todo este tiempo proliferaron varios tipos de dinosaurios, aunque otros se extinguieron. Los ceratopsianos, tiranosáuridos, hadrosaurios abundaron pero los estegosaurios se extinguieron y los grandes saurópodos sufrieron varios cambios disminuyendo su tamaño. Aparecieron muchas de las primeras aves. También hicieron su aparición las primeras plantas monocotiledóneas. 
En este periodo los continentes se separaron, aunque aún no adoptaban la forma que tienen hoy en día.[cita requerida]